# Destins
Pour les articles homonymes, voir Destins (homonymie).
Destins est un roman de François Mauriac publié en 1928 aux éditions Grasset.

## Résumé
Jean Gornac et sa belle-fille Élisabeth font prospérer un domaine viticole à Viridis en Gironde. Dans la maison voisine vit Maria Lagave, une femme âgée dont Jean aida naguère le fils Augustin à poursuivre ses études pour devenir un fonctionnaire respectable à Paris. L'action débute alors que le fils de ce dernier, Robert, est envoyé en convalescence auprès de sa grand-mère en Gironde. La vie de bohème que mène Robert Lagave (dit Bob) dans la capitale est mal acceptée par son père. Son passage à Viridis va troubler l'équilibre bourgeois du domaine et provoquer une révélation chez Élisabeth.

## Éditions
- Destins, éditions Grasset, 1928.

## Adaptations à la télévision
- 1965 : Destins, téléfilm de Pierre Cardinal